# Gigi et Andrea
Gigi Sammarchi, né à Bologne le 2 novembre 1949, et Andrea Roncato, né à San Lazzaro di Savena le 7 mars 1947, sont un ancien duo comique italien qui a travaillé au théâtre, au cinéma et à la télévision sous le nom de Gigi et Andrea (Gigi e Andrea).

## Biographie
Le duo commence à se produire ensemble dans de petits théâtres, cabarets et auberges de Bologne dans la seconde moitié des années 1970,.
Ils font leurs débuts en 1978 dans l'émission de variétés Io e la Befana sur Rai 1. L'année précédente, ils étaient apparus pour la première fois à la télévision dans A modo mio, réalisé par Memo Remigi.
Dans les années 1980, le duo joue et co-joue dans plusieurs comédies qui sont généralement mal accueillies par la critique mais qui connaissent un succès commercial,. À la même époque, leur présence sur le petit écran devient également plus intense, en particulier dans les émissions de variétés Fininvest et les téléfilms,.
Dans les années 1990, après avoir atteint un succès plus que respectable, le duo se sépare afin de poursuivre des projets en solo,.

## Filmographie

### Acteurs de cinéma
- 1980 : Mon curé va en boîte (Qua la mano) de Pasquale Festa Campanile
- 1982 : Les Poids lourds (I camionisti) de Flavio Mogherini
- 1983 : Se tutto va bene siamo rovinati de Sergio Martino
- 1983 : Acapulco, prima spiaggia... a sinistra de Sergio Martino
- 1984 : L'allenatore nel pallone de Sergio Martino
- 1985 : I pompieri de Neri Parenti
- 1985 : Mezzo destro mezzo sinistro - 2 calciatori senza pallone de Sergio Martino
- 1987 : Il lupo di mare (it) de Maurizio Lucidi
- 1987 : Rimini Rimini de Sergio Corbucci
- 1987 : Tango blu d'Alberto Bevilacqua